# Liste der Monuments historiques in Montreuil-sur-Blaise
Die Liste der Monuments historiques in Montreuil-sur-Blaise führt die Monuments historiques in der französischen Gemeinde Montreuil-sur-Blaise auf.

## Liste der Objekte
| Bezeichnung                 | Beschreibung                               | Standort                            | Kennzeichnung | Schutzstatus | Datum | Bild |
| --------------------------- | ------------------------------------------ | ----------------------------------- | ------------- | ------------ | ----- | ---- |
| Skulptur Heilige Margaretha | Stein, farbig gefasst, 16. Jahrhundert (?) | in der Kirche Ste-Marguerite (Lage) | PM52000913    | Classé       | 1965  |      |